# Klinický postup
Klinický postup nebo někdy Zjednodušený klinický postup nebo Základní klinický postup je strukturovaný, multidisciplinární plán péče pro pacienta s daným klinickým onemocněním. Je konkrétnější než léčebné standardy, ze kterých vychází. Jeho účelem je převést doporučení obsažené standardech a v dalších doporučeních do praxe. Charakteristický je důraz na dobu, kdy mají být určité diagnostické či terapeutické výkony provedeny. Např. „jestliže je den D, udělej následující výkon; označ provedení ve schématu.“ Klinický postup je nástrojem k řízení kvality poskytované péče procesem standardizace péče. Její zavedení vedlo k snížení variability v klinické praxi, lepší kontrolovatelnosti postupů a zlepšila výsledky lékařské péče.

## Historie
Koncepce klinického postupu byla poprvé použita v roce 1957 americkou společností DuPont, ke zlepšení kvality výrobků v procesu jejich vývoje. Jeden z prvních užití v lékařské praxi začalo v roce 1985 ve Spojených státech na Boston New England Medical Center nemocnice.

## Obsah klinických postupů
Klinický postup zahrnuje předvídatelné lékařské postupy, které ve většině zahrnují "nejlepší praxi" pro většinu pacientů po většinu času léčby a dále předvídá budoucí sled kroků lékaře a budoucí možnosti terapie včetně indikátorů, kterými lze v daném kroku ověřit oprávněnost zvoleného postupu. Smyslem není zjistit budoucí stav pacienta anebo ho nějak předvídat, ale pouze kontrolovatelný seznam kroků a sada výsledků. Sekundárním přínosem je analýza těchto výsledků na větší populaci a možnost zdokonalení postupů dle dosažených výsledků.